# Quadrastichus pigarevitschae
Quadrastichus pigarevitschae är en stekelart som beskrevs av Kostjukov 2000. Quadrastichus pigarevitschae ingår i släktet Quadrastichus och familjen finglanssteklar. Inga underarter finns listade i Catalogue of Life.